# Ciechlin
Ciechlin is een plaats in het Poolse district  Grójecki, woiwodschap Mazovië. De plaats maakt deel uit van de gemeente Pniewy en telt 200 inwoners.